# Ranitomeya variabilis
Ranitomeya variabilis là một loài ếch thuộc họ Dendrobatidae.
Đây là loài đặc hữu của Peru.
Môi trường sống tự nhiên của chúng là rừng ẩm vùng đất thấp nhiệt đới hoặc cận nhiệt đới và vùng núi ẩm nhiệt đới hoặc cận nhiệt đới. Loài này hiện đang bị đe dọa vì mất môi trường sống.